# جون وليامز هاريس
جون وليامز هاريس (بالإنجليزية: John Williams Harris)‏ هو فلاح نيوزيلندي، ولد في 1808، وتوفي في 4 فبراير 1872.